# Repomucenus
Repomucenus is een geslacht van straalvinnige vissen uit de familie van pitvissen (Callionymidae).

## Soorten
- Repomucenus calcaratus (Macleay, 1881)
- Repomucenus lunatus (Temminck & Schlegel, 1845)
- Repomucenus macdonaldi (Ogilby, 1911)
- Repomucenus olidus (Günther, 1873)
- Repomucenus ornatipinnis (Regan, 1905)